# Manuel Curros Enríquez
Manuel Curros Enríquez (Celanova, Galiza, 15 de setembro de 1851 - Havana, 7 de Fevereiro de 1908) é um dos principais representantes do Ressurgimento da literatura galega, junto com Rosalia de Castro e Eduardo Pondal.
Curros Enríquez era filho do escrivão José Maria de Curros Vázquez (de Santiso-Melide) e de Petra Enríquez (de Vilanova dos Infantes). Casou em 1873 com Modesta Luisa Polonia Vázquez Rodríguez. Assistiu à escola de D. Manoel Rebollo e quando esteve preparado teve que ajudar a seu pai como escrevente. Em 1885 viajou a Madrid, à casa do seu irmão Ricardo, onde fez o Segundo Grau e começou a estudar Direito. Ingressou de escrevente no Concelho de Madrid e visitou os círculos literários.
Em 1877 ganhou um certame poético em Ourense com o poema "A Virge do Cristal". Esta vitória o determinou como poeta galego. Curros estabeleceu-se em Ourense e trabalhou na Intervenção da Administração Económica. Em 1880 publicou Aires da miña terra.
Perante esse texto, o bispo de Ourense publicou um edicto condenando o livro de Curros por conter proposições heréticas, blasfemas e escandalosas. O julgado ordenou o sequestro dos exemplares em poder do editor, os moldes foram desfeitos, e Curros foi processado por delito contra o livre exercício dos cultos. Foi condenado em Ourense e absolvido na Corunha. Perdido o posto de trabalho ourensano, voltou a Madrid e ingressou na redacção de El Porvenir, jornal republicano.
Em 1894 emigrou para a América. Em Havana dirigiu um jornal, La Tierra Gallega e quando se suspendeu a sua publicação ingressou na redacção de El diario de las Familias e depois na do Diario de la Marina. Em 1904 viajou à Corunha, onde foi agasalhado pelos regionalistas. De volta a Havana, retoma as suas actividades no Diario de la Marina.
Encontra-se colaboração da sua autoria na revista A leitura (1894-1896)
Curros Enríquez faleceu em 7 de Fevereiro de 1908 e os seus restos mortais foram embarcados para Galiza.

## Obras
- A Virge do Cristal (1877)
- Aires da minha terra (1880)
- O divino sainete (1888)

## Artigos relacionados
- Praça Curros Enríquez